# Aaron Ramsey
Aaron James Ramsey (Caerphilly, Gales, 26 de diciembre de 1990) es un futbolista galés que juega como centrocampista en el Club Universidad Nacional de la Primera División de México.

## Trayectoria

### Comienzos

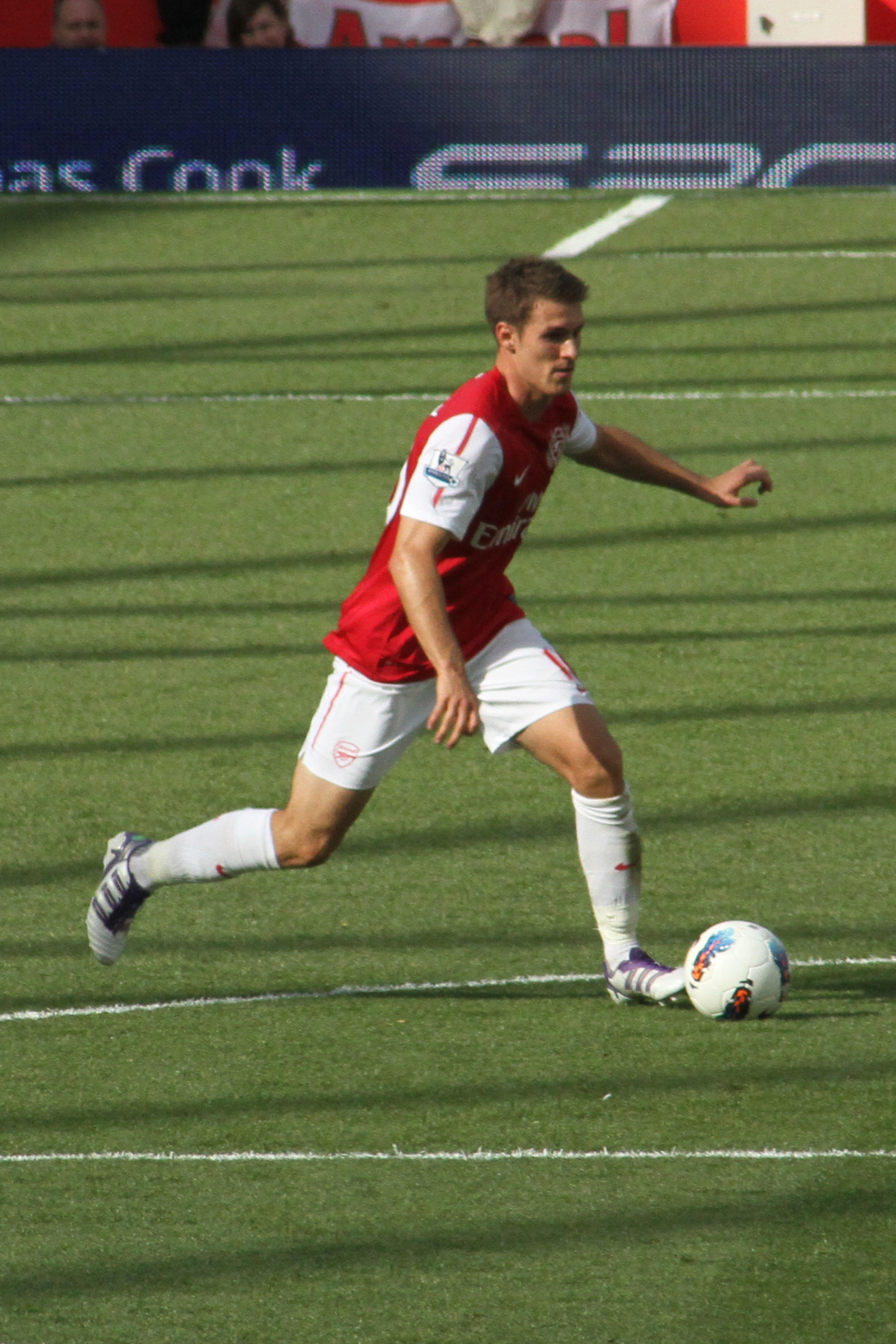
Ramsey en un partido contra el Swansea City en 2011

Su primer club fue el Cardiff City, equipo con el cual llegó a la final de la FA Cup en 2008 ante el Portsmouth. Fue el jugador más joven en debutar en la historia del Cardiff City, batiendo el récord de John Benjamin Toshack, al saltar al campo el 28 de abril de 2007 ante Hull City. En junio de 2008 fue transferido al Arsenal inglés por 5 millones de libras esterlinas.
El día 27 de febrero de 2010, en un partido contra el Stoke City por la Premier League, sufrió la fractura de tibia y peroné, teniendo que ser sustituido y retirado en camilla. Dicha lesión fue muy parecida a la que sufrió el jugador del Arsenal, Eduardo da Silva. Ryan Shawcross, quien fue expulsado tras la fatal entrada al jugador galés, se retiró abatido del terreno de juego. El 23 de noviembre del mismo año, Ramsey regresó a las canchas luego de 9 meses de inactividad, jugando en el partido de reservas entre el Arsenal y el Wolverhampton, encuentro que finalizó con victoria para su equipo por 2-1.
El 25 de noviembre se anunció su cesión al Nottingham Forest hasta el 3 de enero de 2011. Debuta con el Nottingham el 29 de noviembre entrando al minuto 61 en un partido frente al Leicester City. Posteriormente, el 22 de enero de 2011 se confirmó su cesión al Cardiff City de la Football League Championship hasta el 26 de febrero del mismo año.

### Regreso al Arsenal

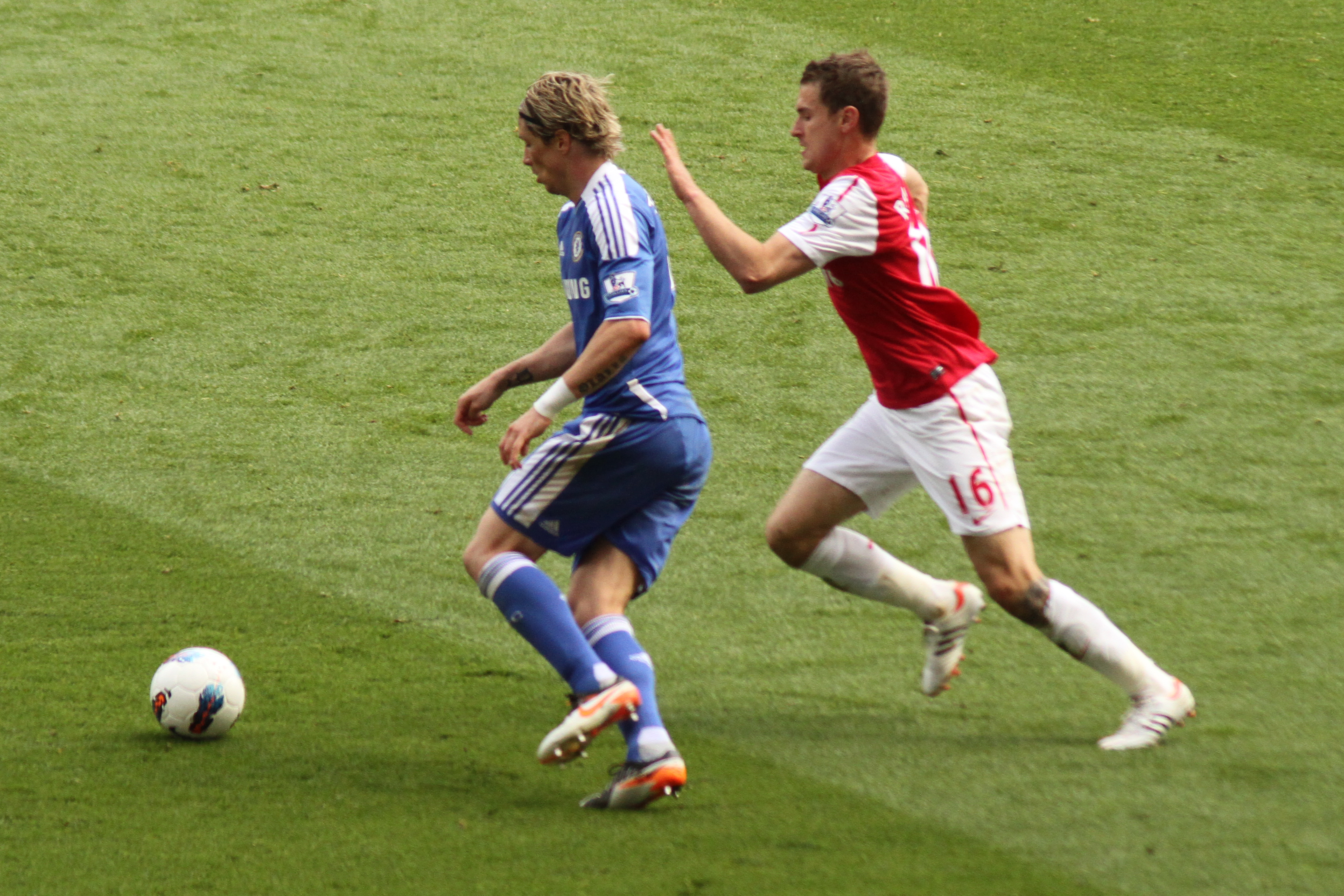
Ramsey luchando un balón con Fernando Torres

Ramsey hizo su regreso con el Arsenal como sustituto en el minuto 72 ante el Manchester United en la FA Cup donde el Arsenal perdió 2-0. Hizo su primera apertura desde su lesión en el Arsenal el 19 de marzo contra el West Bromwich Albion. El 1 de mayo Ramsey anotó su primer gol de la temporada en la victoria en casa por 1-0 ante el Manchester United en la Premier League. También ganó el premio Hombre del Partido. El mediocampista terminó la temporada con siete partidos de liga. Después de marcar el primero de la temporada, Ramsey dijo que marcar un gol de la victoria fue un "momento especial", como él no mirar hacia atrás en su lesión. El mediocampista terminó la temporada con siete partidos de liga.
El 16 de agosto de 2011, Ramsey hizo su primer partido en Liga de Campeones al inicio de la temporada en casa ante el Udinese. En el minuto cuatro del partido asistió a Theo Walcott para marcar el gol que le dio al Arsenal la ventaja de 1-0 en el partido de ida.

### Temporada 2013/14

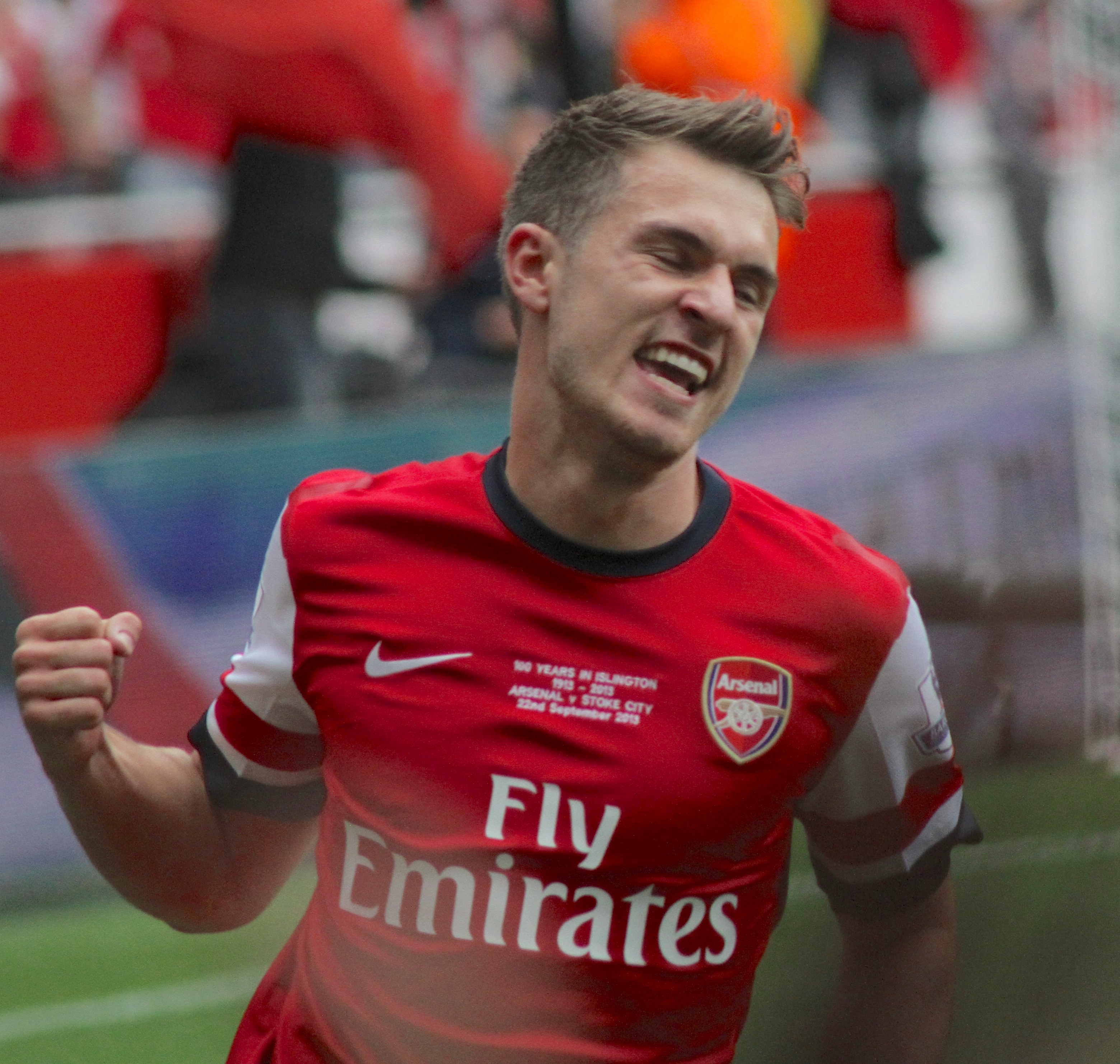
Ramsey celebrando un gol contra Stoke City el 22 de septiembre de 2013

Ramsey comenzó bien la temporada, anotando en el partido de ida de la Liga de Campeones play-off contra el Fenerbahce y ganando el premio del jugador del partido. En el partido de vuelta, marcó dos goles más para que al final terminase el global 5-0 dándole al Arsenal un lugar en la fase de grupos de la Liga de Campeones de la UEFA 2013-14. Ramsey continuó su buena forma en el triunfo por 3-1 del Arsenal sobre el Fulham en la segunda jornada de la Premier League, ayudando a Olivier Giroud para que marcará el primer gol a través de un desvío, y siendo nombrado jugador del partido. La ausencia de Mikel Arteta desde el centro del campo del Arsenal, Arsene Wenger decidió enviar a Ramsey a un papel del centro del campo más profundo en comparación con 2011-12, lo que ha ayudado a mejorar a Ramsey, con otra actuación inspirada en el centro del campo ante el Tottenham, el 2 de septiembre, donde se vio involucrado en el gol de Giroud. Luego marcó dos goles ante el Sunderland el 14 de septiembre, el primer gol fue un disparo de primera, y el segundo una combinación con Giroud y Özil. Continuó su forma fantástica al anotar en la victoria del Arsenal por 2-1 sobre el Marsella en la Liga de Campeones en el Stade Vélodrome y anotando el primer gol en el partido en casa contra el Stoke City, cuatro días después de un juego que terminó 3-1 a Arsenal. El 28 de septiembre, fue nombrado de nuevo como el jugador del partido ya que anotó un gol y dio una asistencia en el partido de ida contra el Swansea, que terminó el marcador 2-1 al Arsenal. Fue nombrado el FA Premier League Player of the Month del mes de septiembre. 

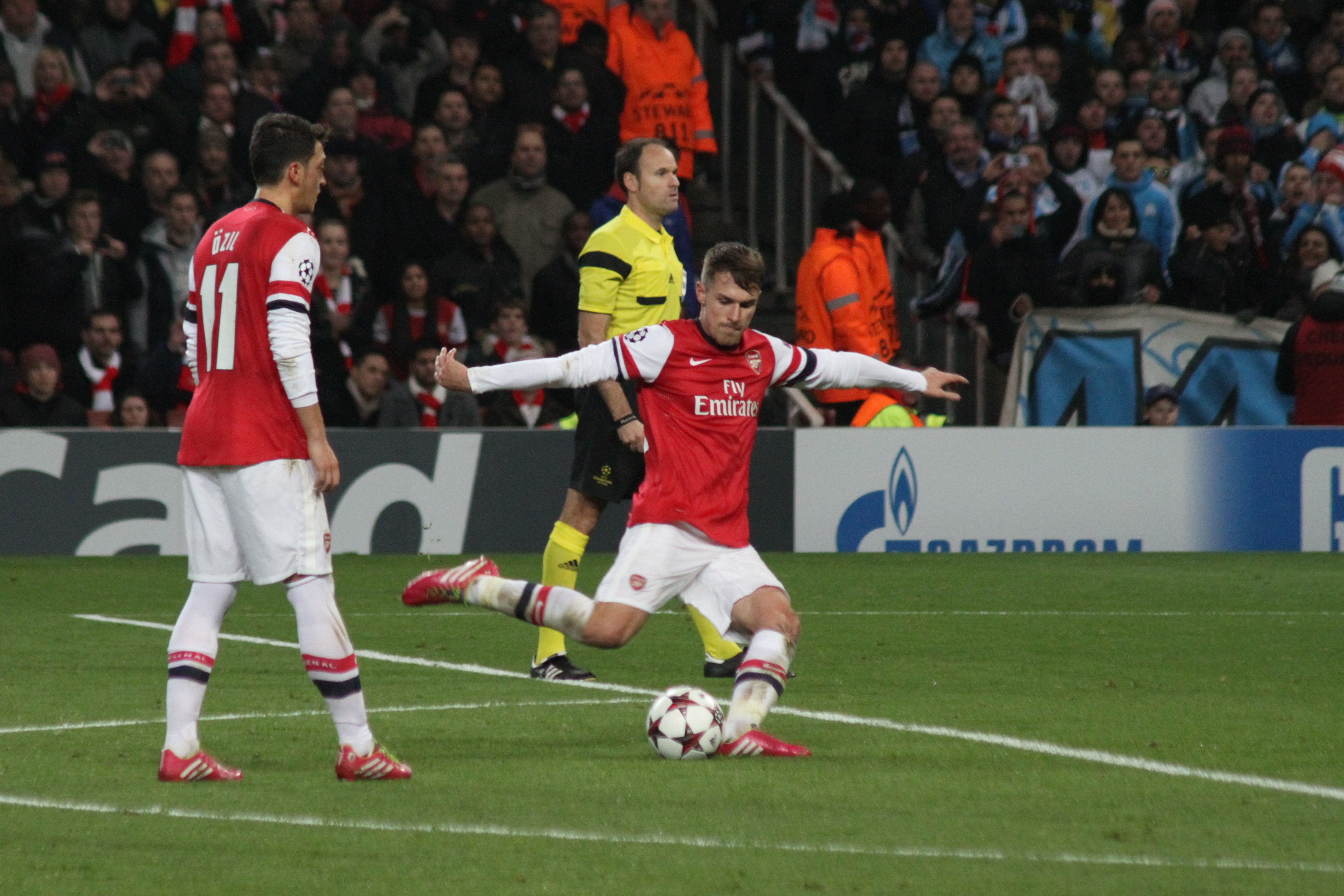
Ramsey ejecutando un tiro libre en un partido de Liga de Campeones contra el Olympique de Marsella

El 19 de octubre, marcó un gol contra el Norwich City, que fue su noveno gol para el Arsenal en la temporada, antes de asistir al cuarto gol del Arsenal en la victoria por 4-1. Su buena forma continuó en noviembre, y anotó en un espectacular remate de larga distancia en la victoria por 2-0 ante el Liverpool el 2 de noviembre para poner Arsenal cinco puntos de ventaja en la cima de la tabla de la Premier League con diez partidos jugados. Él también anotó un importante gol contra el Borussia Dortmund en la victoria por 1-0 en la fase de grupos de la Liga de Campeones, con lo que su cuenta goleadora llegó a 13 en 21 partidos con su club y su país. El 30 de noviembre, que anotó dos goles ante su exequipo Cardiff City. El 26 de diciembre, sufrió una lesión en el muslo en el portalámparas lejos del Arsenal contra el West Ham United, alejándolo de las canchas por un tiempo indefinido.
Ramsey fue votado como el mejor jugador del mes del Arsenal durante cuatro meses consecutivos, entre agosto y noviembre de 2013. El 18 de marzo de 2014, se firmó una nueva extensión de contrato con los 'gunners' hasta 2019.
El 6 de abril, Ramsey regresó de una lesión como suplente en la derrota por 3-0 del Arsenal ante el Everton. El 12 de abril, jugó en el once titular por primera vez desde el Boxing Day en la semifinal de la FA Cup contra Wigan Athletic, jugando 113 minutos antes de ser sustituido por Kim Källström. El 20 de abril, anotó una vez y fue acreditado con dos asistencias en la victoria de 3-0 ante el Hull City. El partido del 15 de abril ante el West Ham United volvió a ser protagonista entrando en el minuto 72 por Tomáš Rosický y con tan solo 6 minutos en la cancha dio una gran asistencia de cabeza a Podolski en una combinación con Giroud.
El 18 de abril, Ramsey fue nombrado como uno de los seis jugadores en la lista restringida para el Premio PFA al jugador joven del año, el 11 de mayo marcó una volea impresionante para ayudar a su equipo a una victoria de 2-0 sobre Norwich en la última jornada de la temporada 2013-14. El 17 de mayo, Ramsey disputó la final de la Fa Cup contra el Hull City. Ramsey marcó el 3-2 en el minuto 109, tanto de la victoria tras ir perdiendo 2-0, poniéndole fin a la espera del Arsenal de nueve años por un trofeo.

### Temporada 2014/15
Ramsey comenzó la temporada al anotar el segundo gol del Arsenal en su victoria por 3-0 sobre el Manchester City en la Community Shield el 10 de agosto ganando su primer título de la temporada. Seis días más tarde, en el primer partido de liga del club de la temporada, en casa contra el Crystal Palace, anotó el gol del triunfo en tiempo de descuento para asegurar una victoria por 2-1. El 19 de agosto, en el partido de ida de la play-off en la Liga de Campeones contra el Beşiktaş fue expulsado por primera vez en su carrera tras doble amarilla en un empate sin goles. El 23 del mes corriente, anotó el descuento contra el Everton, el partido terminó 2 a 2.
El 3 de diciembre, asistió a Alexis Sánchez en el único gol del partido a falta de pocos minutos para finalizar el encuentro ante el Southampton en casa. El siguiente partido de liga anotó una volea contra el Stoke City. Sin embargo su equipo fue derrotado 3-2, luego de recibir tres goles en el primer tiempo y poniendo fin a una sequía de goles 3 meses sin anotar.
El 9 de diciembre, el Arsenal se enfrentaría contra el Galatasaray en el infierno de estambul en último partido de la fase de grupo de la Liga de Campeones, Ramsey destacó en el partido a pesar de solo haber jugado el primer tiempo con una asistencia a Podolski en el primer gol de su equipo y anotando dos goles, uno de ellos fue una tremenda volea de zurda de 35 yardas. Ramsey, en Twitter afirmó que fue el mejor gol de su carrera declarando "Visto mi segundo gol atrás y sin duda mi mejor (sic)". Fue su tercer gol después de haber regresado de una lesión. Arsenal ganó el partido de ida 1-4, con Wesley Sneijder marcando en el descuento con un tiro libre para los locales. Arsenal terminó segundo en el grupo detrás del Borussia Dortmund por diferencia de goles.
El 15 de marzo, marcó un gol y le dio una asistencia a  Olivier Giroud contra el West Ham United en la Premier League.

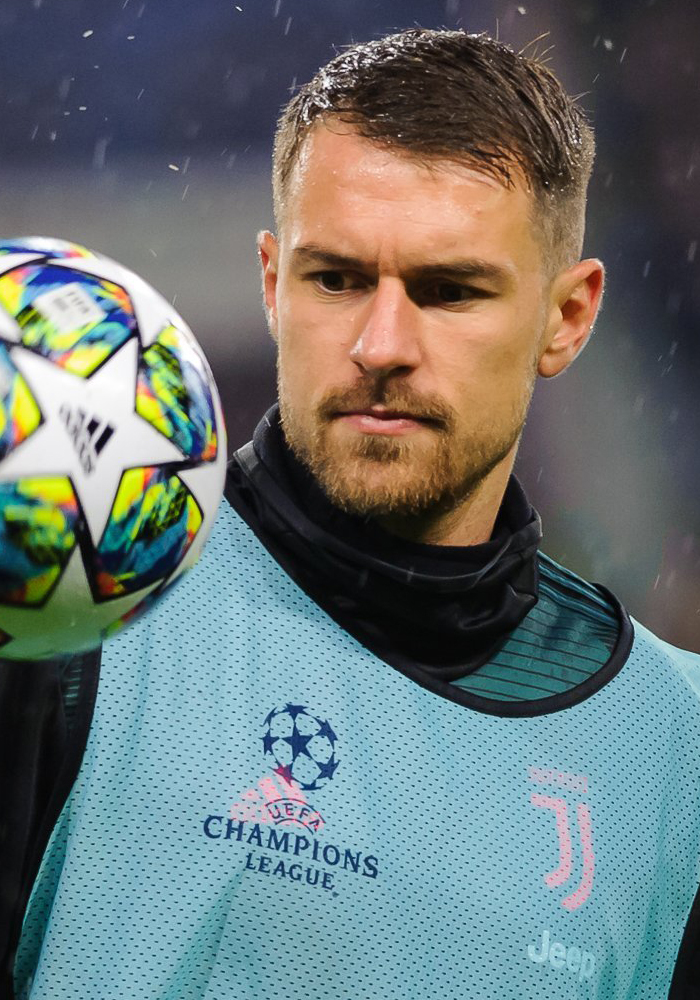
Ramsey con el Juventus en 2019.

### Temporada 2017/18
El 3 de febrero marcó su primer hat-trick en su carrera en la goleada 5-1 contra el Everton FC saliendo como la gran figura del partido.

### Juventus
El 11 de febrero de 2019 firmó un contrato de cuatro años con la Juventus F. C., que entró en vigor oficialmente el 1 de julio de 2019. Recibirá 400 000 libras esterlinas a la semana, lo que lo convirtió en el jugador británico con mayores ingresos de la historia sobre la base del salario básico. Debutó como suplente en un amistoso de pretemporada. Su debut oficial del club llegó el 18 de septiembre en un empate 2-2 contra el Atlético de Madrid. Hizo su debut en la Serie A y su primera titularidad con el club el 21 de septiembre, en una victoria en casa por 2-1, durante el cual también marcó su primer gol con el club.

### Rangers F. C. y O. G. C. Niza
El 31 de enero de 2022 se confirmó su cesión de la Juventus F. C. hacia el Rangers F. C. hasta el 30 de junio de ese mismo año.
El 26 de julio finalizó su contrato de mutuo acuerdo con el club italiano, quedando como agente libre. Seis días después se hizo oficial su fichaje por el O. G. C. Niza, donde en su única temporada marcó un gol en 34 partidos.

### Regreso a Cardiff y etapa en México
El 15 de julio de 2023 se hizo oficial su regreso al Cardiff City F. C. firmando un contrato de dos años. El segundo de ellos lo terminó dirigiendo al equipo las tres últimas jornadas tras el despido del entonces entrenador Omer Riza, en las cuales no pudo evitar el descenso a la League One.
Tras finalizar su tercera etapa en Cardiff, se marchó a México para jugar en Club Universidad Nacional.

## Selección nacional

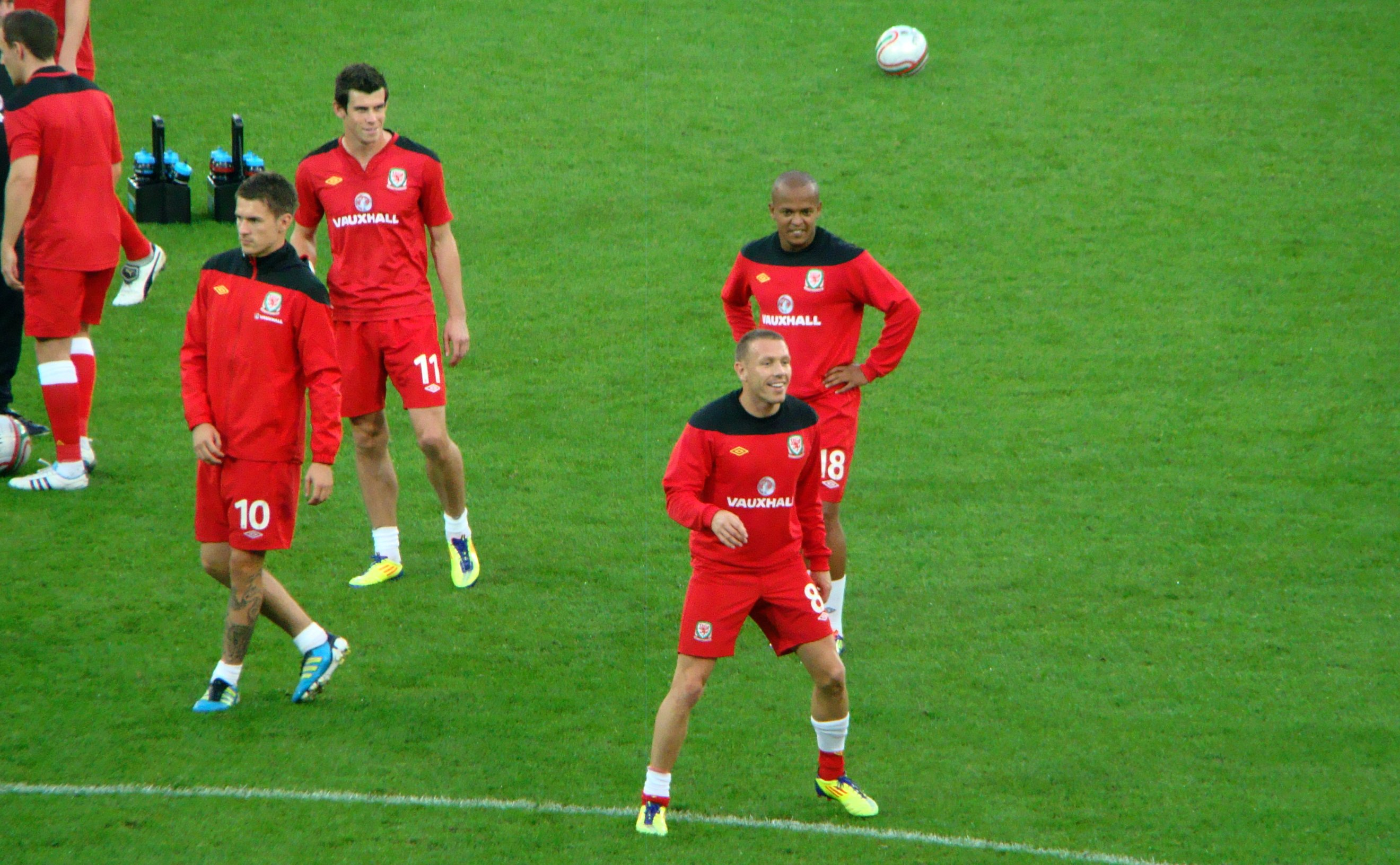
Ramsey junto a Gareth Bale, Earnshaw y Bellamy en la selección galesa

Ha sido internacional con la selección de Gales, debutando en un partido amistoso frente a la selección de fútbol de Dinamarca el 19 de noviembre de 2008. Anteriormente había sido internacional en categorías inferiores, llegando a ser capitán de la selección sub-16.
El exdirector del equipo de Gales Gary Speed nombró como capitán a Ramsey permanente de la selección de Gales, debutando como capitán en el partido frente a Inglaterra el 26 de marzo de 2011. Anotó su primer gol como capitán en la final de la Copa de las naciones contra Irlanda del Norte el 27 de mayo de 2011.
Hasta el momento lleva jugados 86 partidos con la selección y ha marcado 21 goles.
El 2 de julio de 2012 fue convocado por la selección de fútbol del Reino Unido para jugar los Juegos Olímpicos de Londres 2012.
Participó con la selección absoluta en las Eurocopas de 2016 y 2020, así como en la Copa Mundial de 2022.

### Participaciones en Eurocopas
| Copa          | Sede    | Resultado        | Partidos | Goles | Asistencias |
| ------------- | ------- | ---------------- | -------- | ----- | ----------- |
| Eurocopa 2016 | Francia | Semifinales      | 5        | 1     | 4           |
| Eurocopa 2020 | Europa  | Octavos de final | 4        | 1     | 0           |

## Estadísticas

### Como jugador
Actualizado al último partido disputado el 11 de marzo de 2025.
| Club                               | Div.          | Temporada     | Liga  | Liga  | Liga  | Copas nacionales * | Copas nacionales * | Copas nacionales * | Copas internacionales ** | Copas internacionales ** | Copas internacionales ** | Total | Total | Total | Media goleadora |
| Club                               | Div.          | Temporada     | Part. | Goles | Asis. | Part.              | Goles              | Asis.              | Part.                    | Goles                    | Asis.                    | Part. | Goles | Asis. | Media goleadora |
| ---------------------------------- | ------------- | ------------- | ----- | ----- | ----- | ------------------ | ------------------ | ------------------ | ------------------------ | ------------------------ | ------------------------ | ----- | ----- | ----- | --------------- |
| Cardiff City F. C. Gales           | 2.ª           | 2006-07       | 1     | 0     | 0     | 0                  | 0                  | 0                  | —                        | —                        | —                        | 1     | 0     | 0     | 0               |
| Cardiff City F. C. Gales           | 2.ª           | 2007-08       | 15    | 1     | 3     | 6                  | 1                  | 0                  | —                        | —                        | —                        | 21    | 2     | 3     | 0.1             |
| Arsenal F. C. Inglaterra           | 1.ª           | 2008-09       | 9     | 0     | 1     | 7                  | 0                  | 2                  | 6                        | 1                        | 0                        | 22    | 1     | 3     | 0.05            |
| Arsenal F. C. Inglaterra           | 1.ª           | 2009-10       | 18    | 3     | 3     | 5                  | 1                  | 0                  | 6                        | 0                        | 1                        | 29    | 4     | 4     | 0.14            |
| Nottingham Forest F. C. Inglaterra | 2.ª           | 2010-11       | 5     | 0     | 0     | 0                  | 0                  | 0                  | —                        | —                        | —                        | 5     | 0     | 0     | 0               |
| Nottingham Forest F. C. Inglaterra | Total club    | Total club    | 5     | 0     | 0     | 0                  | 0                  | 0                  | —                        | —                        | —                        | 5     | 0     | 0     | 0               |
| Cardiff City F. C. Gales           | 2.ª           | 2010-11       | 6     | 1     | 0     | 0                  | 0                  | 0                  | —                        | —                        | —                        | 6     | 1     | 0     | 0.17            |
| Arsenal F. C. Inglaterra           | 1.ª           | 2010-11       | 7     | 1     | 0     | 1                  | 0                  | 0                  | 0                        | 0                        | 0                        | 8     | 1     | 0     | 0.13            |
| Arsenal F. C. Inglaterra           | 1.ª           | 2011-12       | 34    | 2     | 4     | 3                  | 0                  | 1                  | 7                        | 1                        | 1                        | 44    | 3     | 6     | 0.07            |
| Arsenal F. C. Inglaterra           | 1.ª           | 2012-13       | 36    | 1     | 2     | 4                  | 0                  | 0                  | 7                        | 1                        | 0                        | 47    | 2     | 2     | 0.04            |
| Arsenal F. C. Inglaterra           | 1.ª           | 2013-14       | 23    | 10    | 8     | 3                  | 1                  | 0                  | 8                        | 5                        | 1                        | 34    | 16    | 9     | 0.47            |
| Arsenal F. C. Inglaterra           | 1.ª           | 2014-15       | 29    | 6     | 6     | 5                  | 1                  | 1                  | 7                        | 3                        | 1                        | 41    | 10    | 8     | 0.24            |
| Arsenal F. C. Inglaterra           | 1.ª           | 2015-16       | 31    | 5     | 4     | 4                  | 1                  | 0                  | 5                        | 0                        | 1                        | 40    | 6     | 5     | 0.15            |
| Arsenal F. C. Inglaterra           | 1.ª           | 2016-17       | 23    | 1     | 4     | 5                  | 3                  | 0                  | 4                        | 0                        | 1                        | 32    | 4     | 5     | 0.13            |
| Arsenal F. C. Inglaterra           | 1.ª           | 2017-18       | 24    | 7     | 8     | 2                  | 0                  | 0                  | 6                        | 4                        | 2                        | 32    | 11    | 10    | 0.34            |
| Arsenal F. C. Inglaterra           | 1.ª           | 2018-19       | 28    | 4     | 6     | 5                  | 0                  | 1                  | 7                        | 2                        | 1                        | 40    | 6     | 8     | 0.15            |
| Arsenal F. C. Inglaterra           | Total club    | Total club    | 262   | 40    | 46    | 44                 | 7                  | 5                  | 63                       | 17                       | 9                        | 369   | 64    | 60    | 0.17            |
| Juventus F. C. · Italia            | 1.ª           | 2019-20       | 24    | 3     | 0     | 5                  | 0                  | 0                  | 6                        | 1                        | 0                        | 35    | 4     | 0     | 0.11            |
| Juventus F. C. · Italia            | 1.ª           | 2020-21       | 22    | 2     | 4     | 1                  | 0                  | 0                  | 7                        | 0                        | 0                        | 30    | 2     | 4     | 0.07            |
| Juventus F. C. · Italia            | 1.ª           | 2021-22       | 3     | 0     | 0     | 0                  | 0                  | 0                  | 2                        | 0                        | 0                        | 5     | 0     | 0     | 0               |
| Juventus F. C. · Italia            | Total club    | Total club    | 49    | 5     | 4     | 6                  | 0                  | 0                  | 15                       | 1                        | 0                        | 70    | 6     | 4     | 0.09            |
| Rangers F. C. Escocia              | 1.ª           | 2021-22       | 7     | 2     | 1     | 3                  | 0                  | 1                  | 3                        | 0                        | 0                        | 13    | 2     | 2     | 0.15            |
| Rangers F. C. Escocia              | Total club    | Total club    | 7     | 2     | 1     | 3                  | 0                  | 1                  | 3                        | 0                        | 0                        | 13    | 2     | 2     | 0.15            |
| O. G. C. Niza Francia              | 1.ª           | 2022-23       | 27    | 1     | 1     | 0                  | 0                  | 0                  | 7                        | 0                        | 0                        | 34    | 1     | 1     | 0.03            |
| O. G. C. Niza Francia              | Total club    | Total club    | 27    | 1     | 1     | 0                  | 0                  | 0                  | 7                        | 0                        | 0                        | 34    | 1     | 1     | 0.03            |
| Cardiff City F. C. Gales           | 2.ª           | 2023-24       | 13    | 3     | 0     | 0                  | 0                  | 0                  | ―                        | ―                        | ―                        | 13    | 3     | 0     | 0.23            |
| Cardiff City F. C. Gales           | 2.ª           | 2024-25       | 8     | 0     | 0     | 2                  | 0                  | 0                  | ―                        | ―                        | ―                        | 10    | 0     | 0     | 0               |
| Cardiff City F. C. Gales           | Total club    | Total club    | 43    | 5     | 3     | 8                  | 1                  | 0                  | —                        | —                        | —                        | 51    | 6     | 3     | 0.12            |
| Club Universidad Nacional · México | 1.ª           | 2025-26       | 0     | 0     | 0     | ―                  | ―                  | ―                  | 0                        | 0                        | 0                        | 0     | 0     | 0     | 0               |
| Club Universidad Nacional · México | Total club    | Total club    | 0     | 0     | 0     | —                  | —                  | —                  | 0                        | 0                        | 0                        | 0     | 0     | 0     | 0               |
| Total carrera                      | Total carrera | Total carrera | 393   | 53    | 55    | 61                 | 8                  | 6                  | 88                       | 18                       | 9                        | 542   | 79    | 70    | 0.15            |

- (*) Incluye la FA Cup, Copa de la Liga de Inglaterra, Community Shield, Copa Italia, Supercopa de Italia y Copa de Escocia.
- (**) Incluye la Liga de Campeones de la UEFA y Liga Europa de la UEFA.

### Tripletes
| 1 | 4 de febrero de 2018 | Emirates Stadium, Londres | Arsenal - Everton |  | 5 - 1 | Premier League 2017-18 |

### Como entrenador
| Cardiff City F. C. Inglaterra | 2.ª   | 2024-25 | 3 | 0 | 2 | 1 | 24.º | - | - | - | - | - | - | - | - | - | - | - | - | - | 3 | 0 | 2 | 1 | 22.22% | 3 | 5 | -2 |
| Cardiff City F. C. Inglaterra | Total | Total   | 3 | 0 | 2 | 1 | -    | - | - | - | - | - | - | - | - | - | - | - | - | - | 3 | 0 | 2 | 1 | 22.22% | 3 | 5 | -2 |

#### Resumen por competiciones
| Competición      | Partidos | Ganados | Empatados | Perdidos | %      | Resultado   |
| ---------------- | -------- | ------- | --------- | -------- | ------ | ----------- |
| EFL Championship | 3        | 0       | 2         | 1        | 22.22% | 24.º lugar  |
| Total            | 3        | 0       | 2         | 1        | 22.22% | Sin títulos |

## Estilo de juego
En noviembre de 2013, Ramsey se clasificó junto con el jugador del Manchester City Yaya Touré como el mejor mediocampista central de la Premier League 2013/14. Ramsey había tocado la pelota más veces que cualquier otro jugador (1115) y había hecho la mayor cantidad de tackles (57). El 24 de diciembre de 2013, se informó que Ramsey y Touré fueron los únicos dos jugadores en la Liga Premier de haber completado más de 1000 pases.
Antes de la lesión de Ramsey, el 26 de diciembre de 2013, el porcentaje de victorias del Arsenal fue del 68%. Durante su ausencia, se redujo a 55%. A pesar de perderse más de tres meses de temporada, Ramsey siguió siendo el jugador del Arsenal, que ha ganado el mayor número de tackles. También es segundo máximo goleador del equipo (15 goles), y ha proporcionado el segundo mayor número de asistencias (8).
El excentrocampista del Arsenal Ray Parlour dijo que «Ramsey podría llegar a ser tan influyente como Steven Gerrard».

## «Maldición de Ramsey»
Aaron Ramsey es conocido por ser protagonista de una supuesta maldición entorno en la que cada vez que convierte un gol, un personaje famoso y notable fallece en cuestión de horas o días. Esta maldición se inició en octubre de 2009, cuando marcó su primer gol internacional. Entre los personajes que murieron al poco tiempo de que el futbolista anotara están Osama bin Laden, Whitney Houston, Eduardo Galeano, Antonio de Nigris, Paul Walker, Muammar al-Gadaffi, etc.

## Palmarés

### Campeonatos nacionales
| Título              | Club              | País       | Año  |
| ------------------- | ----------------- | ---------- | ---- |
| FA Cup              | Arsenal F. C.     | Inglaterra | 2014 |
| Community Shield    | Arsenal F. C.     | Inglaterra | 2014 |
| FA Cup              | Arsenal F. C.     | Inglaterra | 2015 |
| Community Shield    | Arsenal F. C.     | Inglaterra | 2015 |
| FA Cup              | Arsenal F. C.     | Inglaterra | 2017 |
| Community Shield    | Arsenal F. C.     | Inglaterra | 2017 |
| Serie A             | Juventus de Turín | Italia     | 2020 |
| Supercopa de Italia | Juventus de Turín | Italia     | 2020 |
| Copa Italia         | Juventus de Turín | Italia     | 2021 |
| Copa de Escocia     | Rangers F. C.     | Escocia    | 2022 |

### Distinciones individuales
| Distinción                                        | Año        |
| ------------------------------------------------- | ---------- |
| Jugador Joven del Año de Galés                    | 2009, 2010 |
| Jugador del Mes de la Premier League (septiembre) | 2013       |
| Jugador del Año de Londres                        | 2014       |
| Mejor Jugador de la final de la FA Cup            | 2014       |
| Jugador del Año del Arsenal F. C.                 | 2014, 2018 |
| Gol del año del Arsenal F. C.                     | 2018       |